# Мохамед Бахарі
Мохамед Бахарі (араб. محمد بهاري; нар. 29 червня 1976, Сіді-Бель-Аббес) — алжирський боксер, бронзовий призер Олімпійських ігор 1996 року у вазі до 75 кг, чемпіон Всеафриканських ігор.

## Спортивна кар'єра
1995 року став чемпіоном Всеафриканських ігор в Хараре.
Під час олімпійського турніру в Атланті здобув перемоги над представником Барбадосу Маркусом Томасом, грузином Акакієм Кікаурідзе та ірландцем Браяном Мегі, поступившись при рівному рахунку в півфіналі турку Маліку Бейлероглу. Третю сходинку п'єдесталу розділив з американцем Роші Веллсом.
1999 року знову виграв на Всеафриканських іграх, але вже в більш важкій ваговій категорії до 81 кг.
Протягом 2003—2004 років провів 7 боїв на професійному рингу, в яких здобув 3 перемоги, зазнав 2 поразки і 2 боя завершив внічию.